# Danh sách sultan Mamluk
Vương quốc Hồi giáo Mamluk được thành lập từ các lực lượng mamluk dưới quyền của sultan As-Salih Ayyub và là nhà nước kế thừa của vương quốc hồi giáo Ayyubid. Trong nhiều thập kỉ, vương triều có lãnh thổ bao gồm Ai Cập, Syria, một phần bán đảo Anatolia, Thượng Lưỡng Hà và xứ Hejaz. Vương triều kết thức khi người Ottoman chinh phục hồi quốc vào năm 1517.
Vương triều Mamluk được chia nhỏ ra hai thời kỳ cai trị chính: thời kỳ vương triều Bahri (do các sultan gốc Turk cai trị) và thời kỳ vương triều Burji (do các sultan gốc Circassia cai trị). Tuy nhiên ba vị sultan đầu tiên được cho là thuộc vương triều Bahri là Aybak, con trai ông này là al-Mansur Ali, và Qutuz, không thuộc lực lượng mamluks Bahriyya; ba người này thậm chí còn phản đối các đường lối chính trị của lực lượng này. Sultan đầu tiên thuộc tầng lớp của lãnh đạo lực lượng Bahriyya lên ngôi là Baybars.  Trong khi đó vương triều Burji được thành lập sau khi Barquq tiến hành phế truất al-Salih Hajji và tự mình lên ngôi vào năm 1382. Sultan Mamluks duy nhất không thuộc hai vương triều trên là al-Musta'in Billah, ông là sultan nhà Abbas được dựng lên bởi các emir nhà Burji với tư cách là một lãnh đạo bù nhìn của họ.

## Danh sách sultan
| Salihi Mamluks Abbas Mamluks Triều Bahri Triều Burji | Salihi Mamluks Abbas Mamluks Triều Bahri Triều Burji                  | Salihi Mamluks Abbas Mamluks Triều Bahri Triều Burji | Salihi Mamluks Abbas Mamluks Triều Bahri Triều Burji | Salihi Mamluks Abbas Mamluks Triều Bahri Triều Burji | Salihi Mamluks Abbas Mamluks Triều Bahri Triều Burji | Salihi Mamluks Abbas Mamluks Triều Bahri Triều Burji |
| Danh xưng hoàng gia                                  | Tên (Sinh – mất)                                                      | Thời gian trị vì bắt đầu                             | Thời gian trị vì kết thúc                            | Sắc tộc                                              | Ghi chú vắn tắt | Tiền xu                                              |
| ---------------------------------------------------- | --------------------------------------------------------------------- | ---------------------------------------------------- | ---------------------------------------------------- | ---------------------------------------------------- | --- | ---------------------------------------------------- |
| Al-Malik al-Mu'izz                                   | Izz ad-Din Aybak (? – 10 tháng 4 năm 1257)                            | 31 tháng 7 năm 1250                                  | 10 tháng 4 năm 1257                                  | Turkmen                                              | Sĩ quan quân đội tầm trung trong quân đoàn mamluk. Lấy goá phụ và cũng là sultan sau này là Shajar ad-Durr. Sau này bà thoái vị và nhường ngôi cho ông, mở ra vương triều Mamluks. | không khung                                          |
| Al-Malik al-Mansur                                   | Nur ad-Din Ali (k. 1242 – Tháng 11 năm 1259)                          | 15 tháng 4 năm 1257                                  | Tháng 11 năm 1259                                    | Turkmen                                              | Con của Aybak. | không khung                                          |
| Al-Malik al-Muzaffar                                 | Sayf ad-Din Qutuz (? – 24 tháng 10 năm 1260)                          | Tháng 11 năm 1259                                    | 24 tháng 10 năm 1260                                 | Khwarazmian Turk                                     | Chiến binh và là lãnh đạo phe mamluk của Aybak (còn được gọi là Mu'izziya). Phó tướng dưới quyền Aybak và là lãnh tụ quân sự của sultan Ali. | không khung                                          |
| Al-Malik az-Zahir                                    | Rukn ad-Din Baybars (19 tháng 7 năm 1223 – 1 tháng 7 năm 1277)        | 24 tháng 10 năm 1260                                 | 1 tháng 7 năm 1277                                   | Kipchak Turk                                         | Thuộc quân đoàn Bahri mamluk và là người khai sinh vương triều Bahri. | không khung                                          |
| Al-Malik as-Sa'id                                    | Nasir ad-Din Barakah (1260 – 14 tháng 3 năm 1280)                     | 1 tháng 7 năm 1277                                   | Tháng 8 năm 1279                                     | Kipchak Turk                                         | Con của Baybars và vợ ông, tức con gái của Husam ad-Din Baraka Khan, emir tộc Khwarazmia, người mà sau này Baybars lấy tên đặt cho ông. | không khung                                          |
| Al-Malik al-Adil                                     | Badr ad-Din Solamish (1260 – 14 tháng 3 năm 1280)                     | Tháng 8 năm 1279                                     | Tháng 11 năm 1279                                    | Kipchak Turk                                         | Con của Baybars. |                                                      |
| Al-Malik al-Mansur                                   | Sayf ad-Din Qalawun (1222 – 10 tháng 11 năm 1290)                     | Tháng 11 năm 1279                                    | 10 tháng 11 năm 1290                                 | Kipchak Turk                                         | Thuộc lực lượng Bahri ''mamluk'' và phó tướng của Baybars. |                                                      |
| Al-Malik al-Ashraf                                   | Salah ad-Din Khalil (k. 1263 – 14 tháng 12 năm 1293)                  | 12 tháng 11 năm 1290                                 | 12 tháng 12 năm 1293                                 | Kipchak Turk                                         | Con của Qalawun. |                                                      |
| Al-Malik an-Nasir                                    | Nasir ad-Din Muhammad (24 tháng 3 năm 1285 – 7 tháng 6 năm 1341)      | 14 tháng 12 năm 1293                                 | Tháng 12 năm 1294                                    | Kipchak Turk                                         | Con của Qalawun.Lần cai trị đầu tiên. Bị phế truất bởi Kitbugha, lúc này là 1 trong 2 emir nhiếp chính của ông. | không khung                                          |
| Al-Malik al-Adil                                     | Zayn ad-Din Kitbugha (1245 – Tháng 7 năm 1303)                        | Tháng 12 năm 1294                                    | 7 tháng 12 năm 1296                                  | Mông Cổ                                              | Là người thuộc lực lượng mamluk dưới quyền Qalawun. | không khung                                          |
| Al-Malik al-Mansur                                   | Husam ad-Din Lajin (? – 16 tháng 1 năm 1299)                          | 7 tháng 12 năm 1296                                  | 16 tháng 1 năm 1299                                  | Circassia                                            | Là người thuộc lực lượng mamluk dưới quyền Qalawun.Có quan hệ họ hàng với Rukn ad-Din Baybars al-Jashnakir. | không khung                                          |
| Al-Malik an-Nasir                                    | Nasir ad-Din Muhammad (24 tháng 3 năm 1285 – 7 tháng 6 năm 1341)      | 16 tháng 1 năm 1299                                  | Tháng 3 năm 1309                                     | Kipchak Turk                                         | Con của Qalawun. Lần cai trị thứ hai. Thời gian ông kết thúc tại vị lần thứ hai được nhận định là vào tháng 3 năm 1309, trong một chuyến đi mà ông nói là một chuyến hành hương tới Mecca nhưng thực chất là đi tới Al-Karak và ở cố định tại đây. | không khung                                          |
| Al-Malik al-Muzaffar                                 | Rukn ad-Din Baybars al-Jashnakir (? – 5 tháng 4 năm 1310)             | Tháng 4 năm 1309                                     | 5 tháng 3 năm 1310                                   | Circassia                                            | Là người thuộc lực lượng mamluk dưới quyền Qalawun.Có quan hệ họ hàng với Husam ad-Din Lajin. |                                                      |
| Al-Malik an-Nasir                                    | Nasir ad-Din Muhammad (24 tháng 3 năm 1285 – 7 tháng 6 năm 1341)      | 5 tháng 3 năm 1310                                   | 6 tháng 6 năm 1341                                   | Kipchak Turk                                         | Con của Qalawun. Lần cai trị thứ ba. | không khung                                          |
| Al-Malik al-Mansur                                   | Sayf ad-Din Abu Bakr (k. 1321 – Tháng 11 năm 1341)                    | 8 tháng 6 năm 1341                                   | Tháng 8 năm 1341                                     | Kipchak Turk                                         | Con trai của an-Nasir Muhammad và vợ lẽ Narjis. Quyền lực thực sự trong vương quốc của Abu Bakr do Qawsun, một mamluk và là emir cấp cao của an-Nasir Muhammad nắm giữ. |                                                      |
| Al-Malik al-Ashraf                                   | Ala'a ad-Din Kujuk (1334 – Tháng 9 năm 1345)                          | Tháng 8 năm 1341                                     | 21 tháng 1 năm 1342                                  | Kipchak Turk và Tatar                                | Con trai của an-Nasir Muhammad và người vợ lẽ tên Ardu. Bị đặt lên ngôi khi còn là trẻ sơ sinh bởi emir Qawsun. |                                                      |
| Al-Malik an-Nasir                                    | Shihab ad-Din Ahmad (1316 – 16 tháng 7 năm 1344)                      | 21 tháng 1 năm 1342                                  | 27 tháng 6 năm 1342                                  | Kipchak Turk                                         | Con trai của an-Nasir Muhammad và người vợ lẽ tên Bayad, nữ nô lệ được người cha tương lai của ông giải phóng. |                                                      |
| Al-Malik as-Salih                                    | Imad ad-Din Abu'l Fida Isma'il (1326 – Tháng 8 năm 1345)              | 27 tháng 6 năm 1342                                  | 3 tháng 8 năm 1345                                   | Kipchak Turk                                         | Con trai của an-Nasir Muhammad và người vợ lẽ không rõ tên. |                                                      |
| Al-Malik al-Kamil                                    | Sayf ad-Din Sha'ban (1321 – 21 tháng 9 năm 1346)                      | 3 tháng 8 năm 1345                                   | 3 tháng 8 năm 1345                                   | Kipchak Turk                                         | Con trai của an-Nasir Muhammad và người vợ lẽ không rõ tên, anh ruột (tức cùng cả cha lẫn mẹ) của as-Salih Isma'il. |                                                      |
| Al-Malik al-Muzaffar                                 | Sayf ad-Din Hajji (1331 – Tháng 12 năm 1347)                          | 3 tháng 8 năm 1345                                   | 10 tháng 12 năm 1347                                 | Kipchak Turk                                         | Con trai của an-Nasir Muhammad và người vợ lẽ không rõ tên. | không khung                                          |
| Al-Malik an-Nasir                                    | Badr ad-Din Hasan (1334/1335 – 17 tháng 3 năm 1361)                   | Tháng 12 năm 1347                                    | 21 tháng 8 năm 1351                                  | Kipchak Turk                                         | Con trai của an-Nasir Muhammad và người vợ lẽ người vợ lẽ người Tatar tên là Kuda, mất khi Hasan còn rất nhỏ. Ông lên ngôi khi còn nhỏ và quyền lực thực sự nằm trong tay của 4 người gồm: na'ib as-saltana (phó vương) Baybugha al-Qasimi, ustadar (tổng chỉ huy các lực lượng quân đội) và là anh em với Baybugha, Manjak al-Yusufi và các emir là Shaykhu an-Nasiri và Taz an-Nasiri. Thất bại trong âm mưu lật đổ 4 người trên khiến ông bị phế truất bởi Taz. | không khung                                          |
| Al-Malik as-Salih                                    | Salah ad-Din Salih (28 tháng 9 năm 1337 – 1360/1361)                  | 21 tháng 8 năm 1351                                  | 20 tháng 10 năm 1354                                 | Kipchak Turk                                         | Con trai của an-Nasir Muhammad và vợ là Qutlumalik, một trong những con gái của emir Tankiz al-Husami. | không khung                                          |
| Al-Malik an-Nasir                                    | Badr ad-Din Hasan (1334/1335 – 17 tháng 3 năm 1361)                   | 20 tháng 10 năm 1354                                 | 17 tháng 13 năm 1361                                 | Kipchak Turk                                         | Con trai của an-Nasir Muhammad và người vợ lẽ người Tataa là Kuda, mất khi Hasan còn rất nhỏ. Lần cai trị thứ 2. Bị ám sát bởi emir Yalbugha al-Umari. | không khung                                          |
| Al-Malik al-Mansur                                   | Salah ad-Din Muhammad (1347/1348 – 1398)                              | 17 tháng 13 năm 1361                                 | 29 tháng 5 năm 1363                                  | Kipchak Turk                                         | Con trai của al-Muzaffar Hajji. Quyền lực thực sự trong vương quốc nằm trong tay của emir Yalbugha al-Umari, người mà sau này lật đổ ông. | không khung                                          |
| Al-Malik al-Ashraf                                   | Zayn ad-Din Sha'ban (Sha'ban II) (1353/1354 – 15 tháng 3 năm 1377)    | 29 tháng 5 năm 1363                                  | 15 tháng 3 năm 1377                                  | Kipchak Turk                                         | Con của al-Amjad Husayn, một trong những đứa con không là sultan Hồi quốc Mamluk của an-Nasir Muhammad và Khawand Baraka. | không khung                                          |
| Al-Malik al-Mansur                                   | Ala'a ad-Din Ali (1368 – 19 tháng 5 năm 1381)                         | 15 tháng 3 năm 1377                                  | 19 tháng 5 năm 1381                                  | Kipchak Turk                                         | Con của Shaban II. Lên ngôi khi còn là trẻ sơ sinh, quyền lực thực tế rơi vào tay các emir là Ibek và Qartay cho đến khi hai nguời này bị lật đổ. Ibek sau đó bị giết và quyền lực được chuyển giao cho Barquq, cựu mamluk của Yalbugha an-Nasiri. | không khung                                          |
| Al-Malik as-Salih                                    | Salah ad-Din Hajji (1372 – 4 tháng 2 năm 1412)                        | 19 tháng 5 năm 1381                                  | 27 tháng 10 năm 1382                                 | Kipchak Turk                                         | Con của Shaban II. Lên ngôi khi còn nhỏ, quyền lực thực tế rơi vào tay Barquq. | không khung                                          |
| Al-Malik az-Zahir                                    | Sayf ad-Din Barquq (1372 – 4 tháng 2 năm 1412)                        | 27 tháng 10 năm 1382                                 | 1 tháng 6 năm 1389                                   | Circassia                                            | Từng làm nô lệ ở Krym, sau đó lưu lạc sang Ai Cập. Trở thành thành viên quân đoàn mamluk của Yalbugha al-Umari. Sau khi lật đổ Al-Salih Hajji, ông tự lên làm sultan cho đến khi bị lật đổ trong cuộc khởi nghĩa Zahiri. | không khung                                          |
| Al-Malik as-Mansur                                   | Salah ad-Din Hajji (1372 – 4 tháng 2 năm 1412)                        | 1 tháng 6 năm 1389                                   | Tháng 1 năm 1390                                     | Kipchak Turk                                         | Lên ngôi lần hai sau khi được dựng lên bởi Yalbogha al-Nasiri, thống đốc Aleppo rồi sau bị lật đổ và Mintash, thống đốc xứ Malatya lên nắm quyền. Barquq sau đó khôi phục ngôi vị và Hajji bị buộc phải thoái vị. Ông được cho phép ở lại trong thành Cairo cho đến lúc mất. | không khung                                          |
| Al-Malik az-Zahir                                    | Sayf ad-Din Barquq (1372 – 4 tháng 2 năm 1412)                        | 21 tháng 1 năm 1390                                  | 20 tháng 6 năm 1390                                  | Circassia                                            | Lần cai trị thứ hai. | không khung                                          |
| Al-Malik an-Nasir                                    | Nasir ad-Din Faraj (k. 1386 – 23 tháng 5 năm 1412)                    | 20 tháng 6 năm 1390                                  | 20 tháng 9 năm 1405                                  | Circassia                                            | Con của Barquq. Lên ngôi sau khi cha mất đột ngột. Tháng 9 năm 1405, ông quyết định thoái vị do lo sợ nhưng âm mưu triều chính xung quanh mình và được em trai kế vị. | không khung                                          |
| Al-Malik al-Mansur                                   | Izz ad-Din Abd al-Aziz (? – 20 tháng 9 năm 1420)                      | 20 tháng 9 năm 1405                                  | Tháng 11 năm 1405                                    | Circassia                                            | Con trai Barquq và là em trai An-Nasir Faraj. |                                                      |
| Al-Malik an-Nasir                                    | Nasir ad-Din Faraj (k. 1386 – 23 tháng 5 năm 1412)                    | Tháng 11 năm 1405                                    | 23 tháng 5 năm 1412                                  | Circassia                                            | Lần cai trị thứ hai. | không khung                                          |
| Al-Malik al-Adil                                     | Al-Musta'in Billah (c. 1390 – Tháng 2/3 năm 1430)                     | 23 tháng 5 năm 1412                                  | 6 tháng 11 năm 1412                                  | Abbas                                                | Sultan bù nhìn của nhà Abbas. Shaykh Mahmudi, emir xứ Syria, dựng ông lên làm sultan rồi sau đó không lâu bị ông này ép thoái vị |                                                      |
| Al-Malik al-Mu'ayyad                                 | Shaykh al-Mahmudi (c. 1369 –13 Tháng 1 năm 1421)                      | 6 tháng 11 năm 1412                                  | 13 tháng 1 năm 1421                                  | Circassia                                            | Lính mamluk dưới quyền Barquq. | không khung                                          |
| Al-Malik al-Muzaffar                                 | Al-Muzaffar Ahmad (27 tháng 5 năm 1369 – 1430)                        | 13 tháng 1 năm 1421                                  | 29 tháng 8 năm 1421                                  | Circassia                                            | Con của Al-Mu'ayyad Shaykh. Lên ngôi khi còn nhỏ. |                                                      |
| Al-Malik az-Zahir                                    | Sayf ad-Din Tatar (? – 30 tháng 11 năm 1421)                          | 29 tháng 8 năm 1421                                  | 30 tháng 11 năm 1421                                 | Circassia                                            | Lính mamluk dưới quyền Barquq. |                                                      |
| Al-Malik as-Salih                                    | An-Nasir ad-Din Muhammad (1411 – Không trước 1 tháng 4 năm 1431)      | 30 tháng 11 năm 1421                                 | 1 tháng 4 năm 1422                                   | Circassia                                            | Con của Sayf ad-Din Tatar. |                                                      |
| Al-Malik al-Ashraf                                   | Sayf ad-Dīn Barsbāy (c. 1369 – 7 tháng 4 năm 1431)                    | 1 tháng 4 năm 1422                                   | 7 tháng 6 năm 1438                                   | Circassia                                            | Lính mamluk dưới quyền Barquq. | không khung                                          |
| Al-Malik al-Aziz                                     | Jamal ad-Din Abu al-Mahasin Yusuf (14 tháng 4 năm 1428 – Sau 1438)    | 7 tháng 6 năm 1438                                   | 9 tháng 9 năm 1438                                   | Circassia                                            | Con của Barsbāy. |                                                      |
| Al-Malik az-Zahir                                    | Sayf ad-Din Jaqmaq (1373 – 13 tháng 2 năm 1453)                       | 9 tháng 9 năm 1438                                   | 1 tháng 2 năm 1453                                   | Circassia                                            | Lính dưới quyền Barquq. Đảo chính chống lại đứa con của Barsbay là Al-Aziz Jamal ad-Din Yusuf rồi sau đó lên ngôi. | không khung                                          |
| Al-Malik al-Mansur                                   | Fakhr ad-Din Uthman (k. 1435 – 1484)                                  | 1 tháng 2 năm 1453                                   | 15 tháng 3 năm 1453                                  | Circassia                                            | Con của Jaqmaq. |                                                      |
| Al-Malik al-Ashraf                                   | Sayf ad-Din Inal (1381 – 26 tháng 2 năm 1461)                         | 15 tháng 3 năm 1453                                  | 26 tháng 2 năm 1461                                  | Circassia                                            | Lính mamluk dưới quyền Barquq.Đảo chính chống lại al-Mansur Uthman, con của Jaqmaq rồi lên ngôi. | không khung                                          |
| Al-Malik al-Mu'ayyad                                 | Shihab ad-Din Ahmad (1430 – 28 tháng 1 năm 1488)                      | 26 tháng 2 năm 1461                                  | 28 tháng 6 năm 1461                                  | Circassia                                            | Con của Sayf ad-Din Inal. |                                                      |
| Al-Malik az-Zahir                                    | Sayf ad-Din Khushqadam (k. 1404 – 9 tháng 10 năm 1467)                | 28 tháng 6 năm 1461                                  | 9 tháng 10 năm 1467                                  | Hi Lạp hoặc Thổ                                      | Lính mamluk dưới quyền Shaykh. | không khung                                          |
| Al-Malik az-Zahir                                    | Sayf ad-Din Bilbay (? – 19 tháng 9 năm 1467)                          | 9 tháng 10 năm 1467                                  | 5 tháng 12 năm 1467                                  | Circassia                                            | Lính mamluk dưới quyền Shaykh. |                                                      |
| Al-Malik az-Zahir                                    | Timurbugha (? – 19 tháng 9 năm 1467)                                  | 5 tháng 12 năm 1467                                  | 31 tháng 1 năm 1468                                  | Hi Lạp hoặc Albani                                   | Lính mamluk dưới quyền Jaqmaq. |                                                      |
| Al-Malik al-Ashraf                                   | Sayf ad-Din Qa'itbay (Giữa các năm 1416 và 1418 – 7 tháng 8 năm 1496) | 31 tháng 1 năm 1468                                  | 7 tháng 8 năm 1496                                   | Circassia                                            | Lính mamluk dưới quyền Jaqmaq. | không khung                                          |
| Al-Malik an-Nasir                                    | An-Nasir Muhammad (? – 19 tháng 9 năm 1467)                           | 7 tháng 8 năm 1496                                   | 31 tháng 10 năm 1498                                 | Circassia                                            | Con của Sayf ad-Din Qa'itbay. |                                                      |
| Al-Malik az-Zahir                                    | Abu Sa'id Qansuh (1473 – 1500)                                        | 31 tháng 10 năm 1498                                 | 3 tháng 6 năm 1500                                   | Circassia                                            | Con của Sayf ad-Din Qa'itbay. |                                                      |
| Al-Malik al-Ashraf                                   | Abu al-Nasir Janbalat (1455 – 1501)                                   | 3 tháng 6 năm 1500                                   | 25 tháng 1 năm 1501                                  | Circassia                                            | Thường được cho là lính mamluk dưới quyền Emir Yashbak min Mahdi. Sau đó ông này gửi ông cho Qa'itbay, người mà trả tự do cho ông sau đó. |                                                      |
| Al-Malik al-Adil                                     | Sayf ad-Din Tumanbay (1461 – 1501)                                    | 25 tháng 1 năm 1501                                  | 20 tháng 4 năm 1501                                  | Circassia                                            | Lính mamluk của Sayf ad-Din Qa'itbay. |                                                      |
| Al-Malik al-Ashraf                                   | Qansuh al-Ghawri (k. 1441/1446 – 24 tháng 8 năm 1516)                 | 20 tháng 4 năm 1501                                  | 24 tháng 8 năm 1516                                  | Circassia                                            | Gốc gác mamluk của ông không rõ ràng, tuy nhiên ông được huấn luyện ở doanh trại Ghawr ở Cairo. Từ lúc đó ông mang tên là "al-Ghawri". Trước khi lên ngôi thì ông là một amir ashara (thành viên hội đồng 10 mamluk) và thống đốc tỉnh Syria. Mất trong trận Marj Dabiq, nhưng không phải là do tử thương mà là do trúng phong (không liên quan gì đến chứng thượng mã phong cũng có một tên gọi khác là trúng phong) hoặc bị hạ độc.                              |                                                      |
| Al-Malik al-Ashraf                                   | Tuman bay II (k. 1476 – 15 tháng 4 năm 1517)                          | 17 tháng 10 năm 1516                                 | 15 tháng 4 năm 1517                                  | Circassia                                            | Sultan cuối cùng của nhà Mamluk . | không khung                                          |